# Cosmoconus biflavus
Cosmoconus biflavus är en stekelart som beskrevs av Henry Keith Townes, Jr. och Gupta 1992. Cosmoconus biflavus ingår i släktet Cosmoconus och familjen brokparasitsteklar. Inga underarter finns listade i Catalogue of Life.